# Riyaz Music Institute
Riyaz Music Institute is een muziekschool voor Hindoestaanse muziek in Suriname.
De oprichter en leider van het instituut is Riaz Ahmadali; hij is in Suriname ook bekend als orkestleider van het Yaadgaar Orchestra. Het werd op circa 2 juni 2014 opgericht onder de naam Muziekschool Riaz Ahmadali en wijzigde na negen maanden van naam naar Riyaz Music Institute. Het instituut heeft vier vestigingen.
Het werd opgericht omdat er onder leerlingen behoefte bestond om Bollywood-muziek op een keyboard te leren spelen, evenals andere Hindoestaanse muziek zoals bhajans, omdat deze muziek op andere muziekscholen bijna niet aan bod zouden komen. Een jaar na oprichting waren dertig leerlingen ingeschreven, in een leeftijd die varieerde van 7 tot 65 jaar. Later werden de lessen uitgebreid met zangles, pianoles en gitaarles. Enkele muziekboeken die aan de basis staan van de lessen, werden in 2009 en 2010 door Ahmadali zelf geschreven: Bhajans op Westerse muzieknotatie en Hindi-popsongs op Westerse muzieknotatie.